# Centre gauche
Pour l’article homonyme, voir Centre gauche (groupe parlementaire).
Le centre gauche est un positionnement politique qui soit est situé entre le centre et la gauche, soit se réclame à la fois de la gauche et du centre.

## Positions
Le centre gauche (tout comme le centre droit) fait référence, dès les années 1950, à des politiques modérées.
Le centre gauche se situe à droite de la gauche traditionnelle. Ceci peut se traduire par le rejet du marxisme et du communisme, ou le rejet du développement ou maintien d'un État interventionniste ou État-providence fort par adhésion au libéralisme économique.
Selon Alain Noël et Jean-Philippe Thérien, professeurs de science politique « l'alignement des points de vue devient de plus en plus confus à mesure que l'on se rapproche du centre de l'axe gauche-droite ».
En France, le terme désigne également la position particulière tenue par le gaullisme de gauche.
La notion a également évolué selon les époques. Politiquement, Cavour s'est appuyé sur un centre gauche piémontais lors de l'unification de l'Italie, qui n'a rien à voir avec la définition du centre gauche contemporain.

## En France

### Le groupe parlementaire centre gauche en France sous laIIIeRépublique
Créé en 1871, au début de la Troisième République, pour soutenir Adolphe Thiers, le centre gauche désigne un groupe parlementaire rassemblant des héritiers de la tradition libérale et orléaniste ralliés à la République,. Il fut actif entre février 1871, date de l'arrivée de Thiers au pouvoir, et décembre 1879, ne donnant pas moins de la moitié des ministres. Il conservera jusqu'en 1882, date à laquelle il cesse d'être la première force sénatoriale, une grande influence dans les choix politiques du gouvernement républicain.
Parmi ses grandes figures, on peut citer Édouard de Laboulaye, Jules Dufaure, Charles de Rémusat, William Henry Waddington, Léon Say, Agénor Bardoux, Émile de Marcère, Auguste Casimir-Perier, Jean Casimir-Perier, Edmond Schérer, Jules Barthélemy-Saint-Hilaire, Georges Picot et Albert Christophle. Une grande partie de ces figures politiques appartient à la grande bourgeoisie d'affaires, établissant ainsi un « contrat républicain » entre le pouvoir politique et le pouvoir économique qui a joué un rôle primordial dans l'adoption définitive de la République.
Le journal Le Parlement (1879-1884), fondé par Jules Dufaure avec Alexandre Ribot et Georges Picot, sera l'organe quasi officiel du groupe Centre gauche avant d'être repris par le Journal des débats, également proche de cette mouvance et codirigé alors par Léon Say. À partir de 1889, le centre gauche est structuré par l'Union libérale républicaine, qui participe à la création de la Fédération républicaine en 1903.
Parmi les héritiers d'une certaine tradition centre gauche figurent également les républicains modérés Alexandre Ribot, Raymond Poincaré et Louis Barthou et à ses débuts politiques (1885-1889) le député du Tarn Jean Jaurès. Celui-ci siège alors au centre gauche parmi les républicains opportunistes, qui occupent désormais, selon le phénomène du sinistrisme, cette place dans l'échiquier politique. Puis, à mesure que s'installe la IIIe République au XXe siècle, c'est le parti radical qui occupera l'espace politique au centre gauche.

### CGM: Centre gauche majorité
Sous ce nom, le ministère de l'Intérieur regroupe au milieu des années 1970 les anciens socialistes qui refusent l'Union de la gauche. Ce sont les membres du Parti de la démocratie socialiste (PDS) d'Émile Muller, du Mouvement démocrate socialiste (MDS) de Max Lejeune, de la Fédération des socialistes démocrates (FSD) d'Éric Hintermann, ou d'autres structures plus petites.
Aux anciens socialistes s'ajoutent des anciens radicaux de droite, qui n'ont pas rejoint le PRV.
Ils se situent dans la majorité giscardienne à partir de 1974.

### Quinquennat de François Hollande
Ce terme[Lequel ?] a été utilisé pour la première fois en 2014, dans un discours de François Hollande où il a affirmé faire « un grand compromis social » en menant une politique sociale-démocrate. Ce fut la première affirmation d'économie de marché par les socialistes français, un siècle après celle des socialistes allemands.
Certaines figures de la majorité et du gouvernement socialiste se revendiquent alors expressément du centre gauche, notamment le Premier Ministre Bernard Cazeneuve. L'émergence lors de l'élection présidentielle de 2017 de La République en marche, autour de la figure d'Emmanuel Macron, tire profit de cette mouvance en rassemblant une majeure partie des figures modérées du Parti socialiste.

## En Europe du Sud
Ce terme est couramment utilisé par les anglo-saxons (centre-left) pour qualifier les systèmes politiques de la France et des pays latins.
Le terme peut renvoyer également à une coalition de forces politiques au sein du gouvernement entre la gauche et le centre. Ce fut le cas en Italie avec L'Olivier qui, sous l'impulsion de Romano Prodi, regroupa des sociaux-démocrates et des chrétiens-démocrates, sans que la synthèse des idées ait été pour autant évidente. Il faut cependant noter que, dans ce cas de figure, centre gauche est surtout un terme journalistique, les démocrates italiens ne se réclamant pas très clairement de cette catégorie politique.

## En Europe du Nord
On parle également de centre gauche dans les pays nordiques pour qualifier une coalition au pouvoir entre des partis centristes et des partis de gauche, basée généralement sur un programme commun de compromis gouvernemental entre les différents partis composant la coalition.

## Partis actuels de centre gauche

### En France
- Ensemble (ENS), en partie, qui regroupe notamment[12] :
  - Renaissance (RE), en partie, qui regroupe[13] :
    - Territoires de progrès (TdP ou TDP), (créé en 2020)[14] ;
    - Parti écologiste (PÉ), (créé en 2015, il est issu d'EELV)[15] ;

  - Refondation républicaine (RR), (créée en 2022, elle est issue du MRC)[16] ;
- Les écologistes avec la majorité présidentielle (ÉMP), qui regroupe notamment[17],[18] :
  - Union des centristes et des écologistes (UCE), (créée en 2021, elle est issue de l'UDE)[19],[20] ;
- Écologie au centre (ÉAC), (créé en 2022, elle succède à l'Alliance écologiste indépendante)[21] ;
- Cap21 (Cap21), (créé en 2000, écologiste, proche de l'Écologie au centre, les deux mouvements quittent le Pôle écologiste en 2022)[22],[23] ;
- Union des démocrates et des écologistes (UDE), (créé en 2015)[24] ;
- Printemps républicain (PR), (créé en 2016, anti-communautariste, il prône les valeurs de la République et de la Laïcité)[25],[26] ;
- La Gauche moderne (LGM), (créé en 2002, issu du PS, elle était membre de l'UDI de 2012 à 2017)[27].

### En Europe
- Union européenne:  Volt Europa
- Allemagne: Parti social-démocratie d'Allemagne (SPD)
- Autriche: Parti social-démocrate d'Autriche (SPÖ)
- Danemark : Social-démocratie
- Espagne: Parti socialiste ouvrier espagnol (PSOE)
- Finlande: Parti social-démocrate de Finlande (SDP)
- Italie: Parti démocrate (PD)
- Norvège: Parti travailliste
- Royaume-Uni: Parti travailliste, Parti national écossais (SNP), Parti vert écossais
- Suède: Parti social-démocrate suédois des travailleurs (SAP)

### Dans le monde
- Maroc : Parti authenticité et modernité
- Costa Rica : Parti de la libération nationale [28]
- Algérie : Front de libération nationale
- Turquie : Parti républicain du peuple